# 22276 Belkin
22276 Belkin è un asteroide della fascia principale. Scoperto nel 1982, presenta un'orbita caratterizzata da un semiasse maggiore pari a 2,6253976 UA e da un'eccentricità di 0,3384512, inclinata di 7,86183° rispetto all'eclittica.